# Malarina (Kabarettistin)
Malarina (* 1990 in Serbien, bürgerlich Marina Lacković) ist eine serbisch-österreichische Kabarettistin.

## Leben
Marina Lacković wurde 1990 in einem serbischen Dorf geboren. Ihre Großmutter war Gastarbeiterin in Tirol, sie selbst kam als Kindergartenkind nach Innsbruck. 2011 übersiedelte sie nach Wien, wo sie ein Studium der vergleichenden Literaturwissenschaft begann und beim ORF für ORF Online arbeitete.
2019 wurde sie von Denice Bourbon vom Politically Correct Comedy Club (PCCC) ermuntert, sich auf die Bühne zu stellen. Erste Auftritte hatte sie am Wiener WUK. Zur Kunstfigur Malarina inspirierte sie die ORF-Reportagereihe Alltagsgeschichte von Elizabeth T. Spira. Ende 2019 schrieb sie ihr Kabarett-Solodebüt Serben sterben langsam, mit dem sie unter anderem am Kabarett Niedermair auf der Bühne stand und im Rahmen des ORF-Sommerkabarett 2022 zu sehen war. Für ihr Soloprogramm wurde sie 2022 mit dem Förderpreis des Österreichischen Kabarettpreises ausgezeichnet.
Anfang 2021 war sie erstmals im Rateteam von Was gibt es Neues?. Im Fernsehen war sie außerdem unter anderem in Vereinsheim Schwabing, Schlachthof und der ORF-Sendung Pratersterne zu sehen. Im September 2021 stand sie beim Donauinselfest auf der Kulturbühne, im Februar 2022 gehörte sie der Jury des Protestsongcontest an. Im Mai 2023 wurde sie mit dem Kleinkunstpreis Salzburger Stier ausgezeichnet, im November 2023 stand sie in der Wiener Stadthalle mit Gery Seidl, Gernot Kulis, Martin Frank und Guido Cantz für Aufzeichnungen zum ORF-Kabarettgipfel auf der Bühne. Gemeinsam mit Berni Wagner veröffentlicht sie seit Oktober 2023 den Debatten-Podcast Fact Fighters. Im Juni und November 2024 wirkte sie in einer Folge der ZDF-Sendung Die Anstalt mit. Am 7. März 2025 fand die Premiere ihres zweiten Soloprogramms Trophäenraub im Wiener Stadtsaal statt.
Neben Serbisch spricht sie Rumänisch und Deutsch.

## Soloprogramme
- Serben sterben langsam
- 2025: Trophäenraub (Regie Steffi Sourial)[17][18]

## Filmografie
- 2023: Wie kommen wir da wieder raus?
- 2024: What a Feeling

## Auszeichnungen
- 2022: Österreichischer Kabarettpreis – Förderpreis für Serben sterben langsam[7]
- 2023: Salzburger Stier[10]
- 2024: Deutscher Kleinkunstpreis – Förderpreis der Stadt Mainz[19][20]
- 2024: Mindener Stichling[21][22]